# Novostepnianski
Novostepnianski (del ruso: Новостепнянский) es un jútor del raión de Kushchóvskaya del krai de Krasnodar, en Rusia. Está situado en las llanuras de Kubán-Priazov, junto a la frontera del óblast de Rostov, a orillas de un pequeño arroyo afluente del río Mókraya Chuburka, 17 km al norte de Kushchóvskaya y 188 km al norte de Krasnodar, la capital del krai. Tenía 9 habitantes en 2010
Pertenece al municipio Srednechuburkskoye.